# Glaphyra concolor
Glaphyra concolor là một loài bọ cánh cứng trong họ Cerambycidae.